# سد ولیرا
سد ولیرا (به پرتغالی: Barragem da Valeira) یک سد وزنی، میراث فرهنگی و نیروگاه برقابی در پرتغال است که در São João da Pesqueira e Várzea de Trevões واقع شده‌است.